# Moskauer Haus der Nationalitäten
Das Moskauer Haus der Nationalitäten in Moskau ist eine staatliche Einrichtung mit Sitz im ehemaligen Kurakin-Altenheim.

## Geschichte
Das Gebäude wurde 1740 während der russischen Aufklärung von den kurakinischen Fürsten auf ihrem Moskauer Anwesen erbaut und war eine der ersten Wohltätigkeitsorganisationen des russischen Reiches. Prinz Boris Iwanowitsch Kurakin (1676–1727), der seit 1724 russischer Botschafter in Paris war, war vom Hôtel des Invalides, dem Ivalidenheim für kriegsversehrte, berufsunfähige Soldaten, so beeindruckt, dass er beschloss, eine ähnliche gemeinnützige Einrichtung in Moskau zu gründen. Da es ihm nicht gelang, seine Idee zu Lebzeiten zu verwirklichen, vermachte er seinem Sohn Alexander Borissowitsch Kurakin (1752–1818) die Aufgabe zum Bau eines „Spitals für die Wohltätigkeit geehrter Krieger, die keinen Lebensunterhalt hatten“, und einer Kirche zu Ehren der Ikone von Nikolai Ugodnik. Der Bau der Institution dauerte von 1731 bis 1742, und wird deshalb dem sogenannten Anninsky-Barockstil zugeordnet. Während der Zeit von Fjodor Alekseevich Kurakin im Jahre 1902 wurde das Altenheim rekonstruiert, woraufhin hier ein zweiter Stock entstand. Der Zaun wurde vom Architekten Michail Sergejewitsch Shutsman entworfen.
1917 wurde es geschlossen und 1935 wurde die Nicolai-Ugodnik-Kirche abgerissen. Die anderen Nebengebäude wurden bis in die 1980er Jahre als Wohngebäude genutzt.
Durch ein Dekret des Moskauer Bürgermeisters Juri Luschkow im Jahre 1998 entstand dort eine staatliche Einrichtung: das Moskauer Haus der Nationalitäten.
Von 1999 bis 2003 wurde das alte Altenheim umgebaut, wodurch das Erscheinungsbild des Gebäudes aus dem 18. Jahrhundert nachgebildet werden konnte. Während der Arbeiten wurden das Mauerwerk renoviert, die Gewölbedecken verstärkt, die zerstörten weißen Steinsäulen restauriert, die Fensteröffnungen verändert und die Fenster restauriert.

## Integration verschiedener Nationalitäten
Aufgrund der historischen Umstände sowie der Tatsache, dass in Moskau mehr als 166 ethnische Gruppen leben, wurde 1998 das Moskauer Haus der Nationalitäten gegründet. Dies war die erste öffentliche Einrichtung, die für die Interaktion mit den nationalen Gemeinschaften der Russischen Föderation eingerichtet wurde. In den letzten 14 Jahren hat das Haus der Nationalitäten Persönlichkeiten verschiedener Nationalitäten und Kulturen zusammengebracht, die internationale Beziehungen zwischen den Einwohnern der Hauptstadt und die Wahrung ihrer ethnischen und sprachlichen Vielfalt förderten.
81 nationale öffentliche Organisationen mit 47 Nationalitäten wurden im Haus der Nationalitäten akkreditiert. Jedes Jahr finden etwa 600 Veranstaltungen statt. Es sind Konferenzen, Ausstellungen, Festivals und Wettbewerbe, die die Entwicklung interethnischer Toleranz fördern sollen.

## Ausstellungen und Veranstaltungen
Das Museum organisiert Ausstellungen und Wettbewerbe, die die Entwicklung interethnischer Toleranz fördern, an denen ethnische Basisverbände sowie Festivals wie das Multicolored Russia Festival oder On a High Wave beteiligt sind. Es war 2010 Gastgeber des ersten interregionalen Treffens der Häuser der Freundschaft und der Häuser der Nationalitäten und entwickelte Programme wie „Dialog der Kulturen“ unter der Leitung von Kristina Volkova im Rahmen der UN-Proklamation von 2010 zum Internationalen Jahr der Annäherung der Kulturen. Das Museum zeigt auch temporäre Ausstellungen moderner Kunst. 2021 zeigte die Kuratorin Svetlana Solo Orlova die Ausstellung „Reisen ohne Endziel“ mit Werken zeitgenössischer spanischer und südamerikanischer Künstler wie Alvaro Abad, Daniel Garbade, Francis Arroyo oder Ruben Dominguez.
Am 16. Dezember 2011 veranstaltete das Haus der Nationalitäten die Zeremonie der Installation der neuen Ritter des Orden von St. Anna und St. Nicholas. Thronprätendentin der Romanow-Dynastie, Großherzogin Maria Wladimirovna. Unter den Investierten befand sich der Direktor des Hauses der Nationalitäten, N. P. Komarov; der Dekan der Geschichtsfakultät der Moskauer Staatlichen Universität, S. P. Karpov, sowie der Minister der Moskauer Stadtregierung und der Vorsitzende des Ausschusses für das kulturelle Erbe Moskaus, A. V. Kibovskii.